# Rodina Köprülü

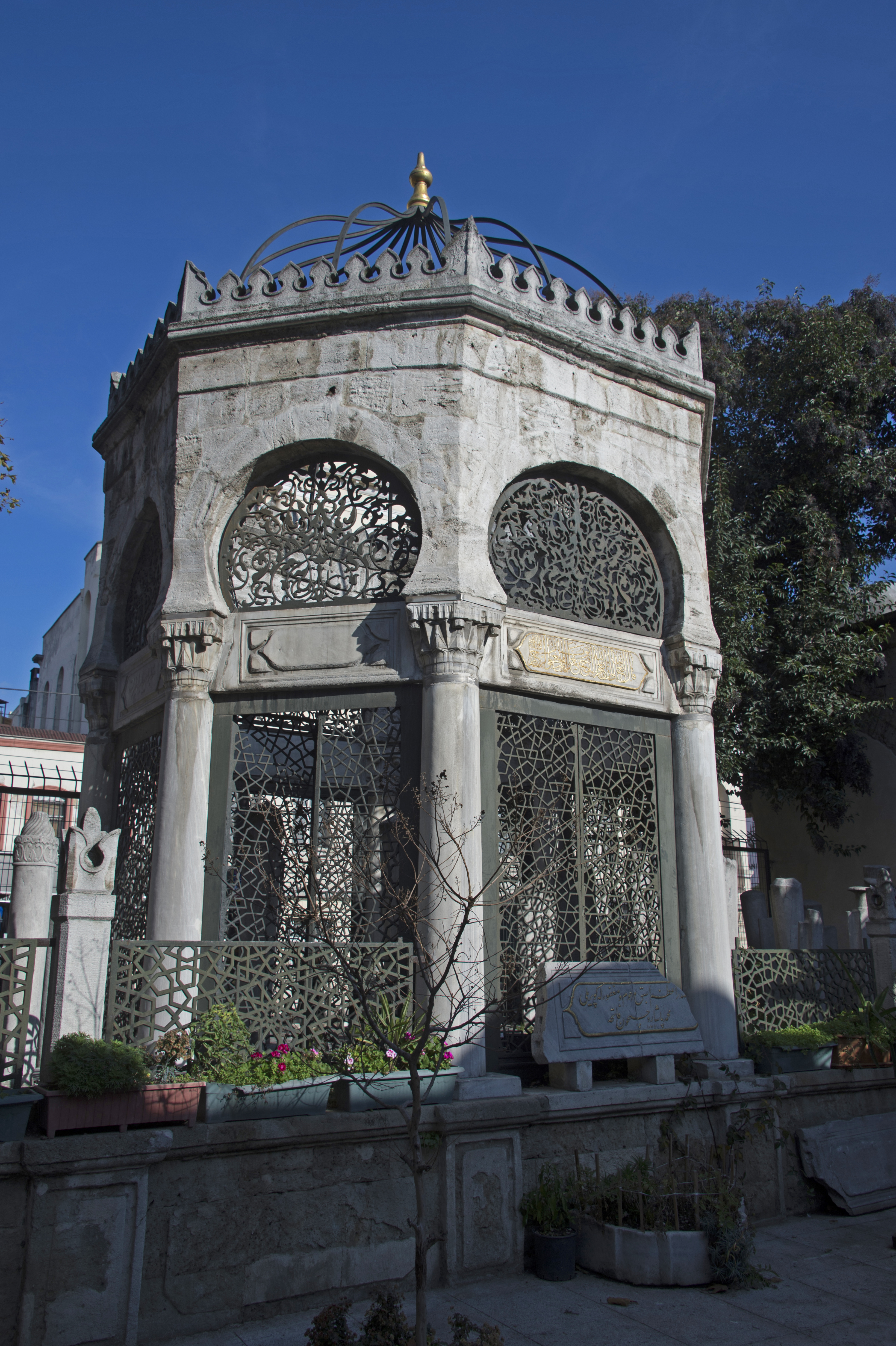
Hrobka rodiny Köprülü

Rodina Köprülü (turecky: Köprülü ailesi) byla osmanská šlechtická rodina albánského původu. Z rodiny vzešlo šest velkovezírů (včetně Kara Mustafy Paši, který byl nevlastním synem) a několik vysoce postavených politiků v říši. Doba, kdy byly členové rodiny u mocných pozic, se nazývá „éra Köprülü“.
Dalšími důležitými členy rodiny byl Köprülü Abdullah Paša, který byl generálem v osmansko-perských válkách a guvernérem v několika provinciích. Dnešní potomci rodiny, včetně Mehmeta Fuada Köprülü, významného tureckého historika, žijí nadále v Turecku, Maghrebu a USA.

## Velkovezíři z rodiny Köprülü
Během historie Osmanské říše měli velkovezíři z rodiny Köprülü špatnou pověst; s jejich nástupem začal postupný úpadek říše. Raní velkovezíři se snažili rozvinout ve vojenství a tak rozšířit moc říše ve světě. To však skončilo po katastrofální bitvě u Vídně, kterou vedl Kara Mustafa Paša.
| Jméno                     | Život     | Velkovezír | Sultán                 |
| ------------------------- | --------- | ---------- | ---------------------- |
| Köprülü Mehmed Paša       | 1583–1661 | 1656–1661  | Mehmed IV.             |
| Köprülüzade Fazıl Ahmed   | 1635–1676 | 1661–1676  | Mehmed IV.             |
| Kara Mustafa Paša         | 1634–1683 | 1676–1683  | Mehmed IV.             |
| Köprülüzade Fazıl Mustafa | 1637–1691 | 1689–1691  | Sulejman II. Ahmed II. |
| Amcazade Köprülü Hüseyin  | 1644–1702 | 1697–1702  | Mustafa II.            |
| Köprülüzade Numan Paša    | 1670–1719 | 1710–1711  | Ahmed III.             |